# Аврора (Восточно-Казахстанская область)
Аврора (каз. Аврора) — упразднённая станция в Глубоковском районе Восточно-Казахстанской области Казахстана. Входит в состав Красноярского сельского округа. Находится примерно в 30 км к северо-западу от районного центра, посёлка Глубокое. Код КАТО — 634053200. Исключена из учётных данных в 2024 году.

## Население
В 1999 году население станции составляло 145 человек (75 мужчин и 70 женщин). По данным переписи 2009 года, в населённом пункте проживали 93 человека (46 мужчин и 47 женщин).